# Djebel Oust
Pour les articles homonymes, voir Djebel et Oust.
Djebel Oust (arabe : جبل الوسط) est une ville du nord-ouest de la Tunisie située à une trentaine de kilomètres au sud-ouest de Tunis sur la rive droite de l'oued Miliane. Elle est adossée à la montagne éponyme d'une hauteur de 396 mètres.

## Présentation
Rattachée au gouvernorat de Zaghouan, elle constitue une municipalité comptant 5 325 habitants en 2014.
La ville participe au desserrement des activités industrielles de la capitale, notamment en raison de sa situation sur la RN3. Avec Bir Mcherga, elle accueille l'une des trois importantes zones industrielles du gouvernorat sur plus de 200 hectares. Elle accueille notamment la cimenterie du deuxième plus grand fabricant de ciment de Tunisie et son usine de granulat attenante, dont la marque est Jbel Oust.
La ville est surtout connue pour sa source d'eau chaude exploitée depuis l'Antiquité. Si elle y surgissait du flanc oriental de la montagne, elle est désormais pompée à 100 mètres de profondeur. Une station thermale agréée par l'Office national du thermalisme et de l'hydrothérapie tunisien est créée afin d'exploiter les propriétés de cette eau chloro-sulfatée à 54 °C. Outre des chambres d'hôtes en ville, la station thermale dispose de deux hôtels d'une capacité totale de 156 lits.
Une ancienne cité antique a été découverte, située à mi-chemin entre les cités de Thuburbo Majus et Oudna. On y a mis au jour un sanctuaire, des thermes, des citernes et une résidence accolée aux thermes. Une mission archéologique franco-tunisienne est chargée depuis 2000 d'étudier le site.